# آبشار رامنفیلس فوسن
آبشار رامنفجلس فوسن (به انگلیسی: Ramnefjellsfossen) آبشاری است در کشور نروژ که ۸۱۸ متر ارتفاع دارد.  این آبشار دوازدهمین آبشار بلند جهان است.